# Kamienna Góra (Góry Bystrzyckie)
Kamienna Góra (niem. Steinberg, 704 m n.p.m.) – szczyt w Sudetach Środkowych w północno-wschodniej części Gór Bystrzyckich nad Przełęczą Sokołowską w okolicy wsi Pokrzywno koło Polanicy-Zdroju w województwie dolnośląskim.

## Położenie i opis
W stosunku do całej północno-wschodniej części Gór Bystrzyckich, zbudowanej z piaskowców i innych skał osadowych wieku kredowego, masyw Kamiennej Góry jawi się jako wysunięty bastion o kształcie zbliżonym do trójkąta. Od strony południowo-zachodniej zrośnięty jest on z płaskowyżem, jaki tworzą w tym rejonie Góry Bystrzyckie, natomiast od strony wschodniej i północnej ograniczony jest stromymi zboczami. Mają one do 50 m wysokości po stronie północnej i do 100 m po stronie wschodniej, a ich najwyższe partie tworzą zwykle rozwaliska wielkich bloków lub nawet ścianki skalne. Rozciągłość masywu ze wschodu na zachód wynosi ok. 500 m, z północy na południe ok. 400 m. Kulminacja (704 m n.p.m.) znajduje się w północno-wschodnim narożniku masywu i opada ku wschodowi skalnym urwiskiem wysokości ok. 10 m.
Dość płaska powierzchnia szczytowa masywu usiana jest głazami tworzącymi rumowisko skalne. W szczytowych partiach są to stosunkowo odporne na wietrzenie piaskowce kwarcowe. Na wierzchołku, na krawędzi wielkiego skalnego bloku, zabezpieczonej barierką, znajduje się punkt widokowy na Polanicę-Zdrój, nieco już zarośnięty. Dawniej stanowił popularny punkt wycieczek kuracjuszy z tego uzdrowiska.
U podnóża góry znajduje się leśniczówka z XIX wieku o tej samej nazwie, a na zachodniej kulminacji pozostałości zbudowanego pod koniec XVIII wieku pruskiego fortu o nazwie Fort Fryderyka (niem. Fort Friedrich), z którym związana jest zabawna historia skoku miejscowego ekscentryka, Augusta Ponzela (upamiętnionego tabliczką z 1887 roku na szczycie fortu).

## Szlaki turystyczne
Przez szczyt przechodzą dwa szlaki turystyczne:
- Zieleniec – Torfowisko pod Zieleńcem – Kamienna Góra – Przełęcz Sokołowska – Polanica-Zdrój – Garncarz – Batorów – Karłów,
- Kamienna Góra – Wolarz – U Huberta – Szczytna – Chocieszów – Wambierzyce.

## Galeria

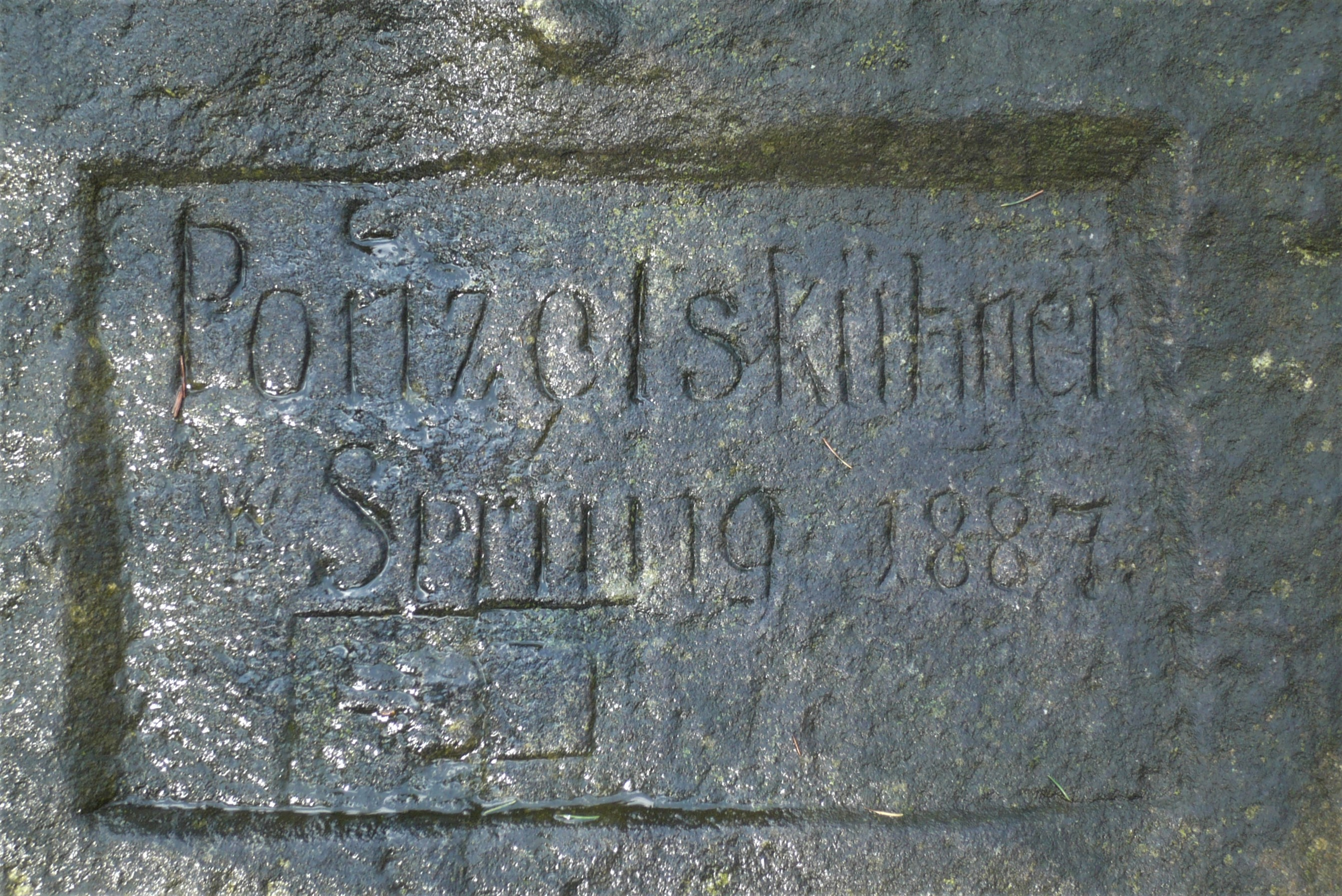
Tabliczka upamiętniająca skok Ponzela
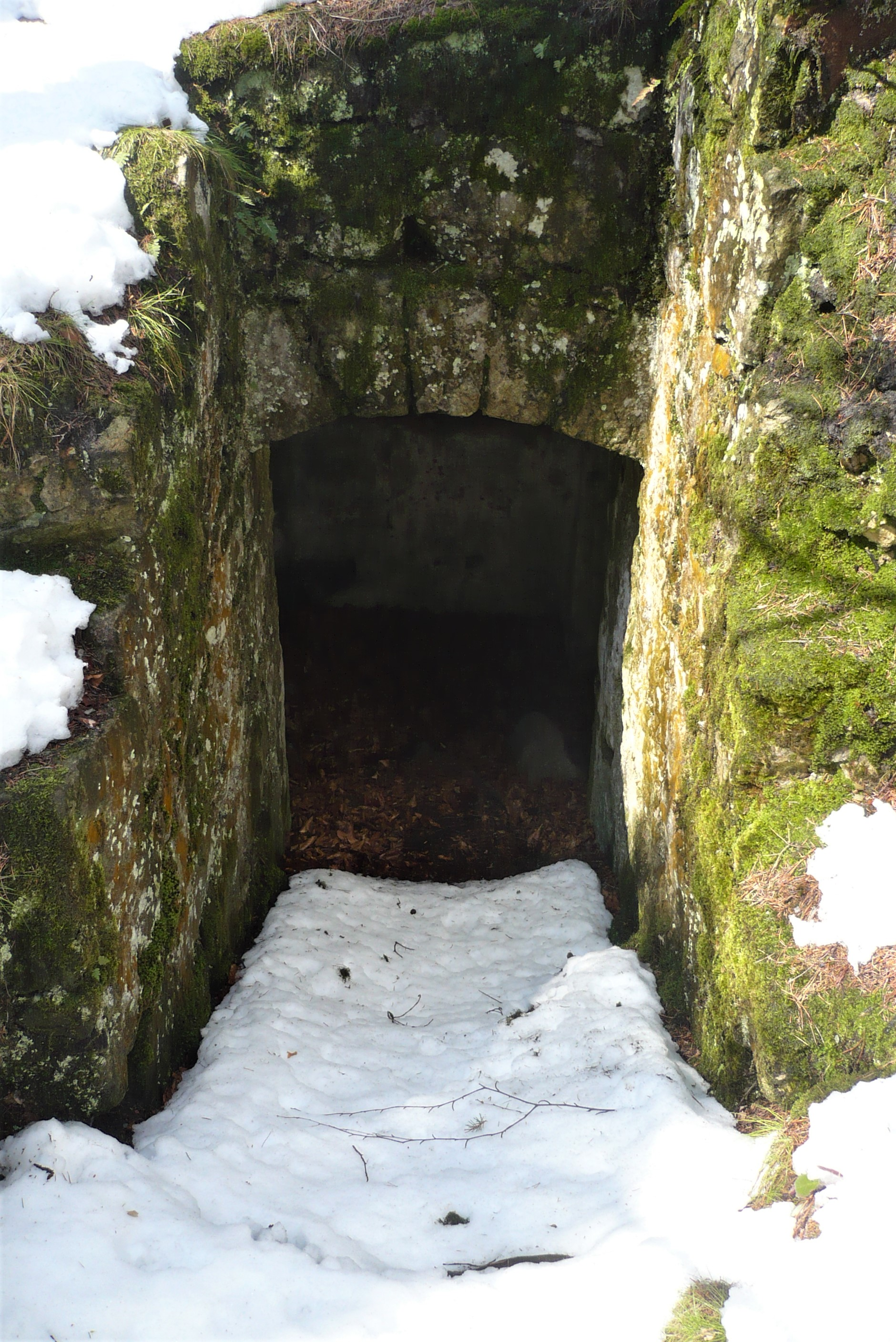
Pozostałości Fortu Fryderyka
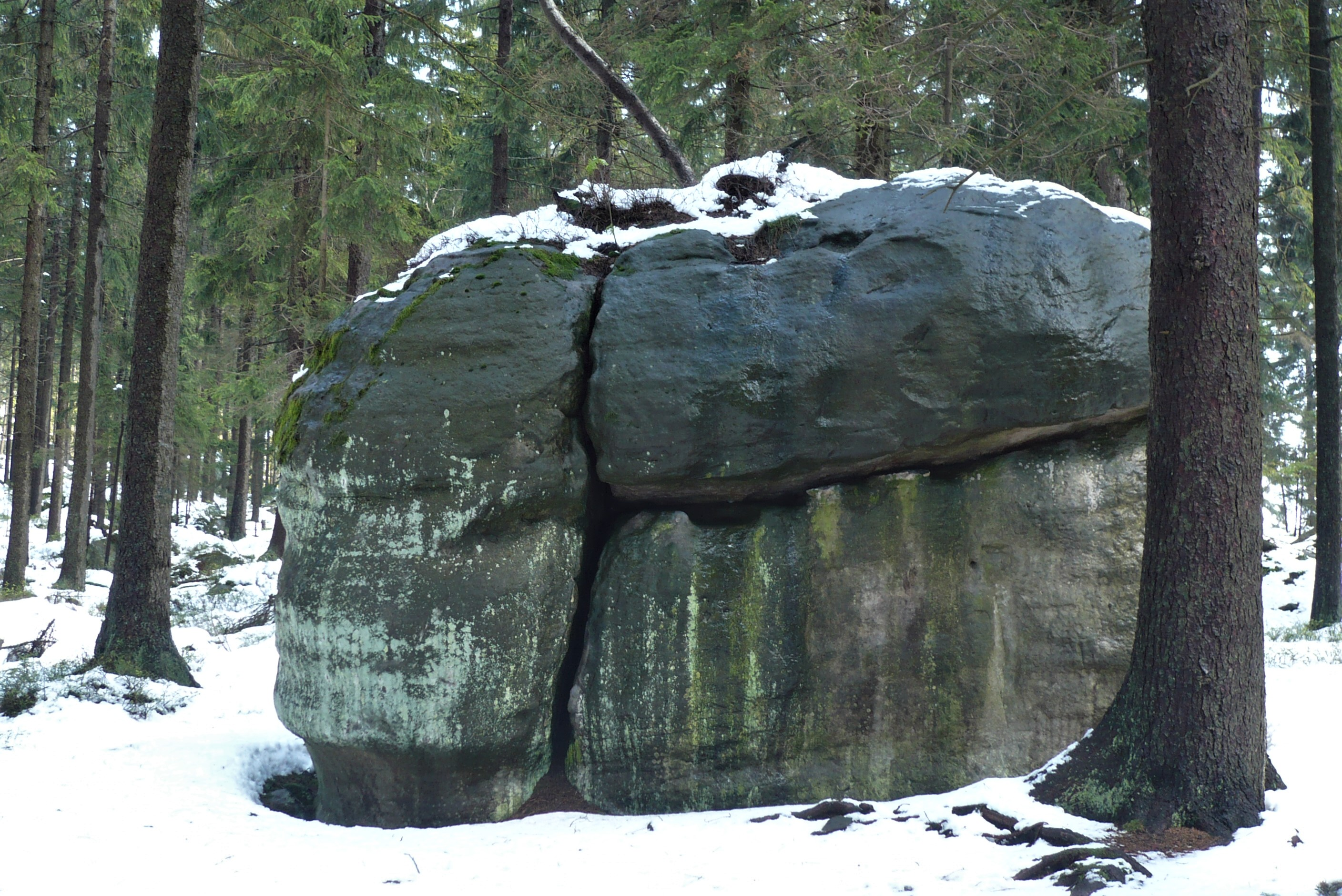
Głaz na stoku góry